# Kęstutis Kubertavičius
Kęstutis Kubertavičius (*  12. Februar 1956 in Paežeriai, Rajongemeinde Vilkaviškis) ist ein litauischer Politiker.

## Leben
Nach dem Abitur von 1963 bis 1974 an der Jonas-Jablonskis-Mittelschule in Kapsukas absolvierte er 1979 das Diplomstudium des Bauingenieurwesens am Vilniaus inžinerinis statybos institutas und 2004 das Masterstudium an der Kauno technologijos universitetas. 
Von 1992 bis 1996 war er Mitglied im Seimas. Seit 2011 ist er Mitglied im Rat Marijampolė. Ab 2001 war er Direktor und stellvertretender Direktor im Unternehmen UAB „Marijampolės šilumos tinklai“.
Ab 1990 war er Mitglied von Lietuvos demokratinė darbo partija und ab 2000 der LSDP.